# Rebollo
Rebollo település Spanyolországban, Segovia tartományban. Rebollo Arahuetes, Arevalillo de Cega, Puebla de Pedraza, Cantalejo, San Pedro de Gaíllos, La Matilla és Valleruela de Pedraza községekkel határos. Lakosainak száma 74 fő (2024).

## Népesség
A település népessége az elmúlt években az alábbi módon változott:
| Lakosok száma | 126  | 126  | 124  | 107  | 102  | 93   | 87   | 81   | 75   | 74   |
|               | 2001 | 2004 | 2007 | 2009 | 2012 | 2014 | 2017 | 2019 | 2022 | 2024 |